# Juha Lyytikäinen
Juha Lyytikäinen (né le 13 mai 1938 en Finlande) est un joueur de football finlandais international, qui jouait en tant qu'attaquant.
Il est connu pour avoir terminé au rang de meilleur buteur du championnat de Finlande lors de la saison 1963 avec 16 buts.